# انجمن جهانی بنیادهای مسیحی
انجمن جهانی بنیادهای مسیحی (به انگلیسی: World Christian Fundamentals Association) یک سازمان میان فرقه‌ای است که در سال ۱۹۱۹ (میلادی) توسط آن ویلیام بل ریلی (William Bell Railey) بنیانگذاری شد. بعد از جنگ جهانی دوم آنها خود را به عنوان مبلغان انجیل (ایوانجلیست) معرفی کردند و موسسه‌ای به نام اعضای جهانی ایوانجیلی را در سال ۱۹۵۱ به وجود آوردند.